# Liga LEB 2003-04
La edición 2003-04 de la liga LEB fue la octava edición de la máxima categoría de la Liga Española de Baloncesto. 

## Clasificación liga regular
| #  | Equipos                   | J  | G  | P  | PF   | PC   | Ascenso o descenso              |
| -- | ------------------------- | -- | -- | -- | ---- | ---- | ------------------------------- |
| 1  | Bilbao Basket             | 34 | 22 | 12 | 2681 | 2438 | Playoffs de ascenso a la ACB    |
| 2  | CB Granada                | 34 | 21 | 13 | 2755 | 2566 | Playoffs de ascenso a la ACB    |
| 3  | Plasencia Galco           | 34 | 21 | 13 | 2692 | 2611 | Playoffs de ascenso a la ACB    |
| 4  | León Caja España          | 34 | 20 | 14 | 2689 | 2622 | Playoffs de ascenso a la ACB    |
| 5  | Coinga Menorca            | 34 | 20 | 14 | 2795 | 2761 | Playoffs de ascenso a la ACB    |
| 6  | CAI Zaragoza              | 34 | 20 | 14 | 2768 | 2663 | Playoffs de ascenso a la ACB    |
| 7  | UB La Palma               | 34 | 18 | 16 | 2684 | 2679 | Playoffs de ascenso a la ACB    |
| 8  | CB Ciudad de Huelva       | 34 | 17 | 17 | 2715 | 2651 | Playoffs de ascenso a la ACB    |
| 9  | Cáceres Destino Turístico | 34 | 16 | 18 | 2564 | 2611 |                                 |
| 10 | Melilla Baloncesto        | 34 | 16 | 18 | 2799 | 2819 |                                 |
| 11 | Alerta Cantabria Lobos    | 34 | 16 | 18 | 2730 | 2802 |                                 |
| 12 | Calefacciones Farho Gijón | 34 | 15 | 19 | 2647 | 2674 |                                 |
| 13 | CB Tarragona              | 34 | 15 | 19 | 2684 | 2764 |                                 |
| 14 | CB Los Barrios            | 34 | 15 | 19 | 2664 | 2760 |                                 |
| 15 | Algeciras Cepsa           | 34 | 14 | 20 | 2704 | 2726 |                                 |
| 16 | Drac Inca                 | 34 | 14 | 20 | 2736 | 2857 | Playoffs de descenso a la LEB 2 |
| 17 | Club Ourense Baloncesto   | 34 | 14 | 20 | 2607 | 2769 | Playoffs de descenso a la LEB 2 |
| 18 | CB Aracena                | 34 | 12 | 22 | 2568 | 2739 | Descenso a la LEB-2             |

## Playoffs de ascenso
Los ganadores de las dos semifinales ascendieron a la Liga ACB.
|  | Cuartos | Cuartos             | Cuartos |                  |    | Semifinales   | Semifinales | Semifinales |  |   | Final         | Final | Final |  |
|  |         |                     |         |                  |    |               |             |             |  |   |               |       |       |  |
|  |         |                     |         |                  |    |               |             |             |  |   |               |       |       |  |
|  | 1       | Bilbao Basket       | 3       |                  |    |               |             |             |  |   |               |       |       |  |
|  | 1       | Bilbao Basket       | 3       |                  |    |               |             |             |  |   |               |       |       |  |
|  | 8       | CB Ciudad de Huelva | 2       |                  |    |               |             |             |  |   |               |       |       |  |
|  | 8       | CB Ciudad de Huelva | 2       |                  | 1  | Bilbao Basket | 3           |             |  |   |               |       |       |  |
|  |         |                     |         |                  | 1  | Bilbao Basket | 3           |             |  |   |               |       |       |  |
|  |         |                     | 4       | León Caja España | 0  |               |             |             |  |   |               |       |       |  |
|  | 4       | León Caja España    | 4       | León Caja España | 0  | 3             |             |             |  |   |               |       |       |  |
|  | 4       | León Caja España    |         |                  |    |               |             |             |  |   |               |       |       |  |
|  | 5       | Coinga Menorca      | 2       |                  |    |               |             |             |  |   |               |       |       |  |
|  | 5       | Coinga Menorca      | 2       |                  |    |               |             |             |  | 1 | Bilbao Basket | 85    |       |  |
|  |         |                     |         |                  |    |               |             |             |  | 1 | Bilbao Basket | 85    |       |  |
|  |         |                     | 2       | CB Granada       | 81 |               |             |             |  |   |               |       |       |  |
|  | 2       | CB Granada          | 2       | CB Granada       | 81 | 3             |             |             |  |   |               |       |       |  |
|  | 2       | CB Granada          |         |                  |    |               |             |             |  |   |               |       |       |  |
|  | 7       | UB La Palma         | 1       |                  |    |               |             |             |  |   |               |       |       |  |
|  | 7       | UB La Palma         | 1       |                  | 2  | CB Granada    | 3           |             |  |   |               |       |       |  |
|  |         |                     |         |                  | 2  | CB Granada    | 3           |             |  |   |               |       |       |  |
|  |         |                     | 6       | CAI Zaragoza     | 2  |               |             |             |  |   |               |       |       |  |
|  | 3       | Plasencia Galco     | 6       | CAI Zaragoza     | 2  | 2             |             |             |  |   |               |       |       |  |
|  | 3       | Plasencia Galco     |         |                  |    |               |             |             |  |   |               |       |       |  |
|  | 6       | CAI Zaragoza        | 3       |                  |    |               |             |             |  |   |               |       |       |  |
|  | 6       | CAI Zaragoza        | 3       |                  |    |               |             |             |  |   |               |       |       |  |
|  |         |                     |         |                  |    |               |             |             |  |   |               |       |       |  |

## Playoffs de descenso
|  | 16 | Drac Inca          | 2 |  |
|  | 16 | Drac Inca          | 2 |  |
|  | 17 | Ourense Baloncesto | 3 |  |
|  | 17 | Ourense Baloncesto | 3 |  |

Drac Inca descendió a la LEB-2.

## Cobertura televisiva
- TVE2
- Teledeporte